# Klaus-Peter Matschke
Klaus-Peter Matschke (* 14. Mai 1938 in Liegnitz; † 5. September  2020 in Leipzig) war ein deutscher Byzantinist und Mittelalterhistoriker.
Von 1944 bis 1945 besuchte er die Volksschule Liegnitz und von 1945 bis 1947 in Rabishau. 1947 zog er nach Tilkerode. Von 1947 bis 1952 besuchte er die Grundschule Tilkerode und von 1952 bis 1956 die Oberschule in Hettstedt und Mansfeld mit Abschluss Abitur. Von 1957 bis 1962 studierte er Geschichte und Altphilologie an der Karl-Marx-Universität Leipzig. Von 1962 bis 1967 war er wissenschaftlicher Assistent und Lehrbeauftragter für Allgemeine Geschichte des Mittelalters. Von 1967 bis 1969 war er wissenschaftlicher Oberassistent am Institut für Allgemeine Geschichte, Abteilung Allgemeine Geschichte des Mittelalters. Von 1969 bis 1977 war er wissenschaftlicher Oberassistent am Lehrstuhl Allgemeine Geschichte des Feudalismus bis 1500. 1977 wurde er Hochschuldozent für Geschichte des Mittelalters an der Sektion Geschichte der Universität Leipzig. 1986 wurde er Professor für Allgemeine Geschichte des Mittelalters an der Sektion Geschichte der Universität Leipzig. Von 1992 bis 2003 lehrte er als C3-Professor für Mittelalterliche und Byzantinische Geschichte an der Universität Leipzig. 2003 trat er in den Ruhestand.

## Schriften (Auswahl)
- Fortschritt und Reaktion in Byzanz im 14. Jahrhundert. Konstantinopel in der Bürgerkriegsperiode von 1341 bis 1354 (= Berliner byzantinistische Arbeiten. Bd. 42). Akademie-Verlag, Berlin 1971, OCLC 1027231639.
- Die Schlacht bei Ankara und das Schicksal von Byzanz. Studien zur spätbyzantinischen Geschichte zwischen 1402 und 1422 (= Forschungen zur mittelalterlichen Geschichte. Bd. 29). Böhlau, Weimar 1981, OCLC 561999029.
- mit Franz Tinnefeld: Die Gesellschaft im späten Byzanz. Gruppen, Strukturen und Lebensformen. Böhlau, Köln 2001, ISBN 3-412-10199-0.
- Das Kreuz und der Halbmond. Die Geschichte der Türkenkriege. Wissenschaftliche Buchgesellschaft, Düsseldorf 2004, ISBN 3-538-07178-0.